# Willie Steele
Willie Steele (Oakland (California), Estados Unidos, 14 de julio de 1923-19 de septiembre de 1989) fue un atleta estadounidense, especialista en la prueba de salto de longitud en la que llegó a ser campeón olímpico en 1948.

## Carrera deportiva
En los JJ. OO. de Londres 1948 ganó la medalla de oro en el salto de longitud, con un salto de 7.825 metros, superando al australiano Theo Bruce (plata con 7.55 m) y al también estadounidense Herbert Douglas (bronce con 7.54 m).